# Eugenia batingabranca
Eugenia batingabranca är en myrtenväxtart som beskrevs av Marcos Sobral. Eugenia batingabranca ingår i släktet Eugenia och familjen myrtenväxter. Inga underarter finns listade i Catalogue of Life.